# Engen
Engen is een plaats in de Duitse deelstaat Baden-Württemberg, gelegen in het Landkreis Konstanz. De stad telt 10.942 inwoners.

## Geografie
Engen heeft een oppervlakte van 70,53 km² en ligt in het zuidwesten van Duitsland.

## Geboren
- Oliver Sorg (29 mei 1990), voetballer

## Delen van Engen

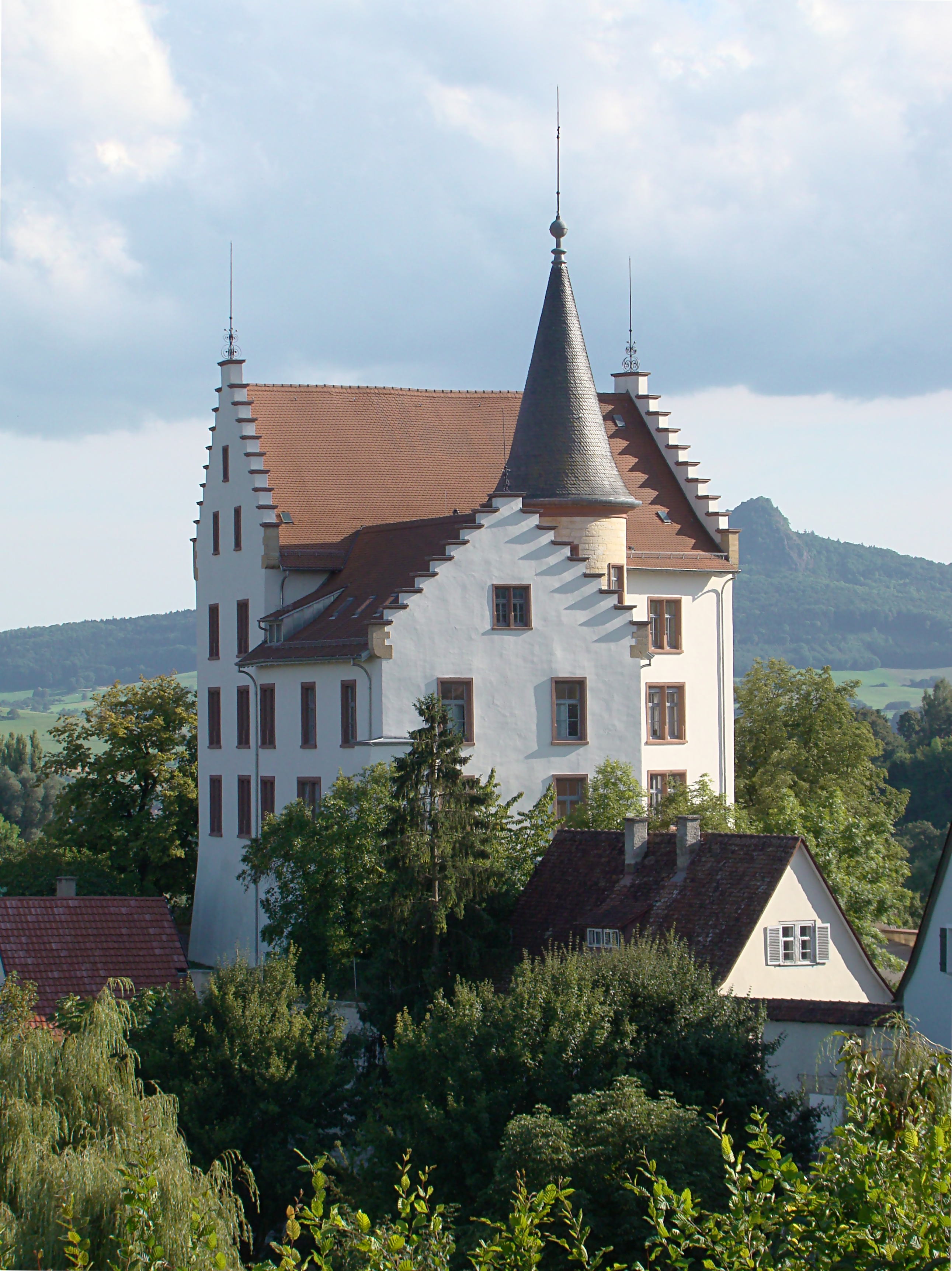
Slot

- Anselfingen
- Bargen
- Bittelbrunn
- Biesendorf
- Kernstadt
- Neuhausen
- Stetten
- Welschingen
- Zimmerholz

Aach · Allensbach · Bodman-Ludwigshafen · Büsingen · Eigeltingen · Engen · Gaienhofen · Gailingen am Hochrhein · Gottmadingen · Hilzingen · Hohenfels · Konstanz · Moos · Mühlhausen-Ehingen · Mühlingen · Öhningen · Orsingen-Nenzingen · Radolfzell am Bodensee · Reichenau · Rielasingen-Worblingen · Singen · Steißlingen · Stockach · Tengen · Volkertshausen